# Rácz család
A Rácz család több Nyitra vármegyei és Verebélyi széki nemesi család.
1570-ben Verebélyen a török defterben Rács Tomás és testvére György, ill. további Tomás szerepeltek. Verebélyen már a 16. század végén felbukkan Rácz György szolgabíró.
II. Ferdinánd magyar király 1623. augusztus 9-én Rácz Pálnak, feleségének Nyro Ilonának, fiuknak Andrásnak, és testvéreinek Jánosnak és Mátyásnak címeres nemeslevelet adományozott. Az armálisszerzőnek később született még egy ifj. Pál fia. A nemeslevelet s a nemességet kihirdették 1624-ben és 1732-ben Verebélyen, 1769-ben Nyitrán és Heves vármegyében, illetve 1801-ben Zemplén és Szatmár vármegyében. 1664-ben Verebélyen Rác Pál és fia Jancsi legény szerepelnek a török defterben.
A 18. század elején Komáromy István özvegye Rácz Ilona volt birtokos Dicskén. A verebélyi székben 1732-ben vizsgálták Rácz Pál és András nemességét, akik Rácz Pál armálisszerző fiától Andrástól származó Rácz Gergely fiai voltak. Az ugyanekkor vizsgált Rácz István ifj. Pál fia volt. A család Verebélyen lakott, a lerombolt erőd területén belül. Rácz Gergely a nyitrai várban szolgált zászlótartóként, majd Surányban élt. Nyirö Ilona után Dicskén, gróf Forgách Pétertől pedig zálogban Kalászon is bírtak jószágot. A verebélyi székben 1753-ban vizsgálták a dicskei lakos Rácz András, János és Sándor nemességét, akik Istvántól, ifj. Pál fiától származtak, aki pedig a nemességszerző id. Pál fia volt. 1766-ban Mányi Andrásné Rácz Ilona, Leczkésy Andrásné Rácz Mária és Rácz János perelte Rácz Andrást és Jánost, illetve másokat.
Az 1890-ben Rácz Pál nagybányai prépost tulajdonában volt az eredeti armális. Címerük kék mezőben lovas alak zászlóval, sisakdíszben jobbról arany, balról vörös sasszárny, a baloldaliból egyenes kardot tartó pánczélos kar nyúlik ki. Takarók: vörös-ezüst, kék-arany.
A megnemesitett Rácz Pálnak fiai voltak még János, Pál és György. E Györgytől származott Mihály, tőle pedig János hatvani lakos, aki Nyitra vármegye bizonyítványa alapján 1769-ben hirdettette ki nemességét Hevesben. Eredetileg a nyitra vármegyei Nemesdicskéről származtak Hevesbe.

## Neves családtagjaik
- Rácz Pál (1824-1900) nagybányai prépost